# Comuna Pașkivka, Makariv
Pașkivka (în ucraineană Пашківка) este o comună în raionul Makariv, regiunea Kiev, Ucraina, formată din satele Pașkivka (reședința) și Vitrivka.

## Demografie
Componența lingvistică a comunei Pașkivka
     Ucraineană (97,64%)
     Rusă (2,17%)
     Alte limbi (0,18%)
Conform recensământului din 2001, majoritatea populației comunei Pașkivka era vorbitoare de ucraineană (97,64%), existând în minoritate și vorbitori de rusă (2,17%).